# КрАЗ-5401
КрАЗ-5401 (англ. KrAZ 5401) — бескапотный среднетоннажный грузовой автомобиль производства АвтоКрАЗ грузоподъёмностью 5-13 тонн, созданный на основе прототипа КрАЗ H12.2R.

## История
В начале 2015 года фургон КрАЗ-5401 был предложен для вооружённых сил Украины (демонстрационный образец фургона был представлен на полигоне автозавода 11 сентября 2015 года).
В октябре 2018 года на проходившей в Киеве оружейной выставке «Зброя та безпека-2018» был представлен демонстрационный образец 122-мм РСЗО БМ-21УМ «Берест» на шасси КрАЗ-5401, предложенный для вооружённых сил Украины и на экспорт.

## Описание
На КрАЗ-5401 можно устанавливать различные надстройки.
Шасси оборудовано антиблокировочной системой тормозов.

## Модификации
- КрАЗ-5401Н2 — базовый автомобиль-шасси с кабиной от грузовика Renault Kerax и двигателем Mercedes-Benz M906LAG 6,8 л (Евро-5), мощностью 279 л. с., работающий на газе (метан), одним дисковым сцеплением MFZ-430 и 9-ст. коробкой передач 9JS119ТА. Средний расход метана в машины варьируется в пределах 25—30 кубометров на 100 км пути. В дизельном эквиваленте это получается где-то 15 л солярки на 100 км пути.
- КрАЗ-5401Н2 — облегченное на 1100 кг шасси с кабиной производства Hubei Qixing (модель PW21) без спального места, похожей на кабину MAN TGA, двигателем ЯМЗ-536 мощностью 312 л. с. и КПП Fast Gear 9JS119ТА-B (представлен в марте 2015 года).
- КрАЗ-5401Н2 (5 т) — шасси грузоподъемностью 5 т с кабиной от грузовика Renault Kerax без спального места, двигателем мощностью 170 л. с. и КПП Fast Gear 6J70T (представленное 1 декабря 2016 года).
- КрАЗ-5401С2 — самосвал грузоподъемностью 10 тонн[4]
- КрАЗ-5401К2 — вакуумная подметально-уборочная машина на шасси КрАЗ-5401Н2.
- КрАЗ-5401Н2-020 — шасси с кабиной производства Hubei Qixing (модель PW21), двигателем ЯМЗ-536 мощностью 312 л. с. и КПП Fast Gear 9JS150ТА-B.
- КрАЗ-5401К2-020 — вакуумная подметально-уборочная машина на шасси КрАЗ-5401Н2-020.
- КрАЗ-5401НЕ — модификация 2016 года, шасси 4х4 грузоподъемностью 9 тонн с новой двухрядной 4-дверной бескапотной кабиной[5]
- АЦ-7-40 — пожарная автоцистерна на шасси КрАЗ-5401Н2[6]
- БМ-21УМ «Берест» — 122-мм РСЗО на шасси КрАЗ-5401НЕ[7]